# Moonshot (Buffy Sainte-Marie)
Moonshot è un album di Buffy Sainte-Marie, pubblicato dalla Vanguard Records nel luglio del 1972. Il disco fu registrato al Quadraphonic Studios di Nashville, Tennessee (Stati Uniti).

## Tracce
Brani composti da Buffy Sainte-Marie, eccetto dove indicato
Lato A
1. Not the Lovin' Kind – 3:50
2. You Know How to Turn on Those Lights – 2:01
3. I Wanna Hold Your Hand Forever – 2:55
4. He's an Indian Cowboy in the Rodeo – 2:05
5. Lay It Down – 2:43 (Gene Thomasson)
6. Moonshot – 3:45

Lato B
1. Native North American Child – 2:10
2. My Baby Left Me – 2:57 (Arthur Crudup)
3. Sweet Memories – 3:15 (Mickey Newbury)
4. Jeremiah – 3:04
5. Mister Can't You See – 3:19 (Mickey Newbury, Townes Van Zandt)

## Musicisti
- Buffy Sainte-Marie - chitarra, voce
- Charlie McCoy - chitarra elettrica, armonica
- Billy Sanford - chitarra
- David Briggs - tastiere
- Norbert Putnam - basso
- Kenny Buttrey - batteria
- Andrew Love - sassofono tenore (The Memphis Horns)
- Wayne Jackson - tromba (The Memphis Horns)
- Gloria R. Jones - accompagnamento vocale, coro
- Rhetta Hughes - accompagnamento vocale, coro
- Oma Drake - accompagnamento vocale, coro
- Patrice Holloway - accompagnamento vocale, coro
- Glen Spreen - arrangiamento strumenti a fiato e strumenti a corda
- Bill Pursell - arrangiamento strumenti a fiato e strumenti a corda
- Norbert Putnam - arrangiamento strumenti a fiato e strumenti a corda[1][2][4]